# خاوی فوگو
خاوی فوگو (انگلیسی: Javi Fuego؛ زادهٔ ۴ ژانویهٔ ۱۹۸۴) بازیکن فوتبال اهل اسپانیا است.
از باشگاه‌هایی که در آن بازی کرده‌است می‌توان به باشگاه فوتبال اسپانیول، باشگاه فوتبال رایو وایکانو، باشگاه فوتبال رکریتیوو اوئلوا، باشگاه فوتبال لوانته، باشگاه فوتبال اسپورتینگ خیخون، و باشگاه فوتبال والنسیا اشاره کرد.
وی همچنین در تیم‌های ملی فوتبال زیر ۱۹ سال اسپانیا، زیر ۲۰ سال اسپانیا، زیر ۲۱ سال اسپانیا، و زیر ۲۳ سال اسپانیا بازی کرده‌است.